# هارومي كوريهارا
هارومي كوريهارا (باليابانية: 栗原はるみ؛ بالكانا: くりはら はるみ) هي طاهية ومؤلفة وكاتِبة يابانية، ولدت في 5 مارس 1947 في شيمودا في اليابان.

## وصلات خارجية
- الموقع الرسمي
- هارومي كوريهارا على موقع IMDb (الإنجليزية)
- هارومي كوريهارا على موقع الموسوعة البريطانية (الإنجليزية)
- هارومي كوريهارا على موقع إن إن دي بي (الإنجليزية)